# Black Tusk
Pour le groupe de sludge metal américain, voir Black Tusk (groupe).
Le Black Tusk est une flèche de roche volcanique largement érodée d'une forme rappelant une défense de morse, ce qui lui vaut son nom. Il est situé dans le parc provincial Garibaldi, en Colombie-Britannique au Canada. Il est considéré comme étant le vestige d'un stratovolcan d'andésite éteint qui se serait formé au Pléistocène. Le sommet culmine à 2 319 m d'altitude.
C'est une des montagnes les plus connues des chaînons Garibaldi de la chaîne Côtière. Le volcan fait partie de la ceinture volcanique de Garibaldi qui fait partie de la arc volcanique des Cascades, bien qu'il soit hors de la limité géographique de la chaîne des Cascades.
La première ascension du mont fut réussie par William J. Gray en 1912.

## Toponymie
Pour les Squamish, la montagne est connue sous l'appellation t'ak't'ak mu'yin tl'a in7in'a'xe7en qui signifie « lieu d'atterrissage de l'oiseau-tonnerre » en squamish. Son aspect acéré et sa couleur noire résulterait selon la légende de ses foudres.

## Géographie

### Situation et topographie
Le Black Tusk est situé dans le parc provincial Garibaldi, dans la province canadienne de Colombie-Britannique. Le sommet culmine à 2 319 m d'altitude, au sein des chaînons Garibaldi, dans la chaîne Côtière. De par son altitude et son isolement relatif, il est visible de loin dans toutes les directions, notamment depuis la Sea to sky highway, au sud de Whistler.

### Géologie
Le Black Tusk est considéré comme le vestige d'un stratovolcan andésitique éteint qui se serait formé il y a 1,3 million à 1,1 million d'années au Pléistocène. L'érosion glaciaire, l'activité volcanique postérieure produite par le dôme de lave et les coulées ont contribué il y a 170 000 à former le sommet tel qu'il est aujourd'hui. Le Black Tusk était « probablement la cheminée magmatique d'un volcan fait de scories. Son érosion a mis à nu le cœur de lave ». La roche, de couleur noire, reste tendre et friable. Le Cinder Cone, à l'est, produisit une coulée de lave de neuf kilomètres de long durant la fin du Pléistocène ou le début de l'Holocène.
La montagne abrite actuellement deux glaciers, dans de larges cirques creusés sur les versants nord-est et nord-ouest du large cône situé sous le promontoire sommital. Chacun des glaciers se forme à 2 100 mètres d'altitude et descend en direction du nord jusqu'à moins de 1 800 mètres. Ils sont fortement recouverts des débris rocheux arrachés du sommet.
Il fait partie de la ceinture volcanique de Garibaldi, au sein de l'arc volcanique des Cascades qui s'étend du sud-ouest de la Colombie-Britannique au nord de la Californie. Il s'est formé il y a 35 millions d'années lors de la subduction des plaques Juan de Fuca, Gorda et Explorer à l'ouest sous la plaque nord-américaine à l'est.

## Histoire
Le Black Tusk a été escaladé pour la première fois par l'expédition de William J. Gray, en 1912.

## Activités
Les piémonts et le versant méridional de la montagne sont populaires pour la pratique de la randonnée. L'ascension se fait généralement depuis le camp des Taylor Meadows, au sud, près du lac Garibaldi. Il existe un second itinéraire qui démarre au nord et passe près du lac Helm. Une troisième option permet l'approche par l'ouest, depuis une ré-émetteur micro-onde situé vers 1 800 mètres d'altitude, accessible par une piste depuis la vallée de Cheakamus River.
La partie sommitale de la colonne de lave est accessible seulement par le sud en grimpant une courte partie rocheuse exposée. Le véritable sommet, un mètre plus élevé, se situe un peu plus au nord, de l'autre côté d'un à-pic. Nécessitant un passage en rappel sur une dizaine de mètres pour franchir une faille, il est plus difficile d'accès. Sur la face septentrionale du pic Nord existe un rocher isolé connu sous le nom de Bishop's Mitre qui est supposé inviolé,.

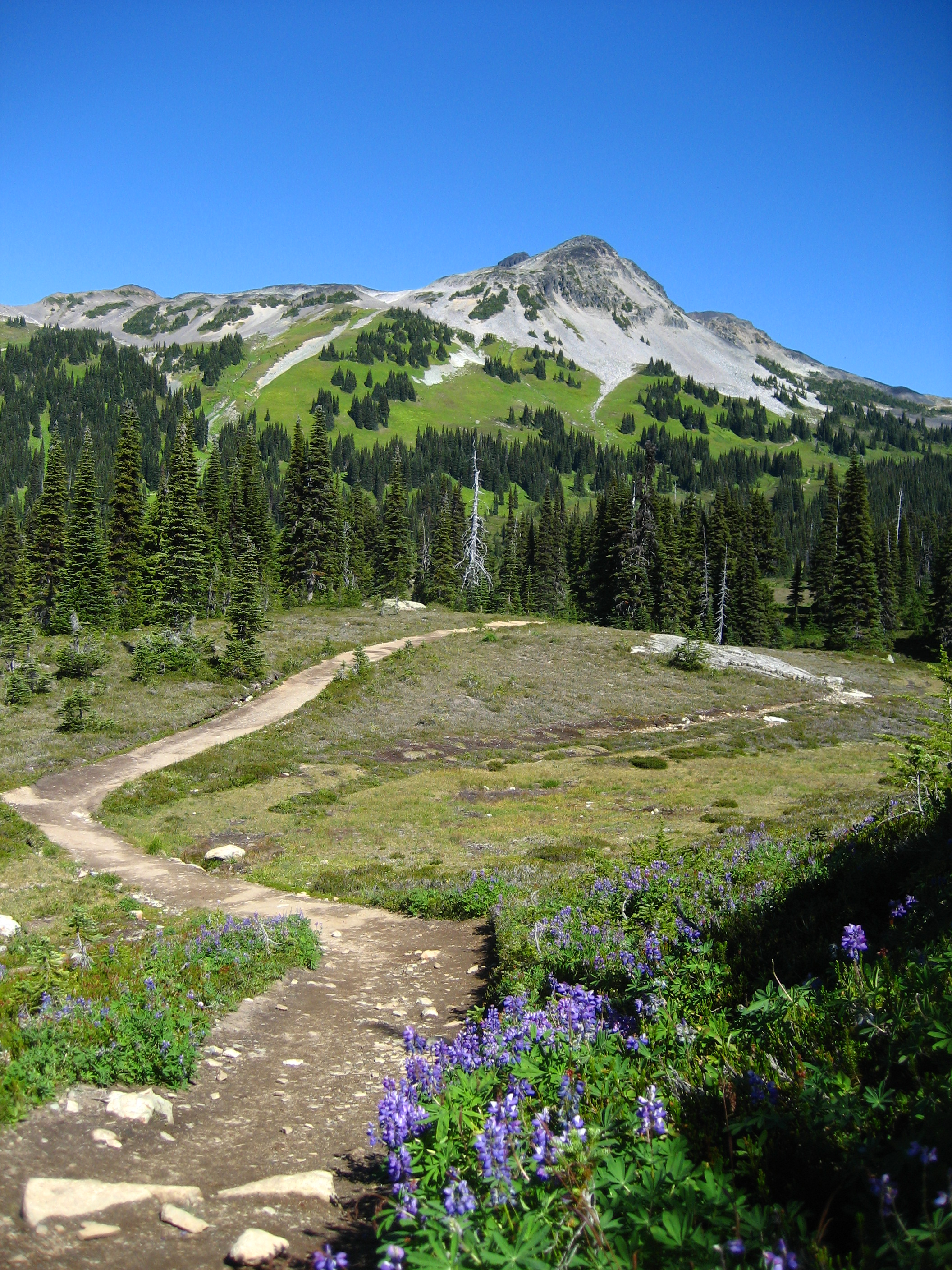
Black Tusk Meadows
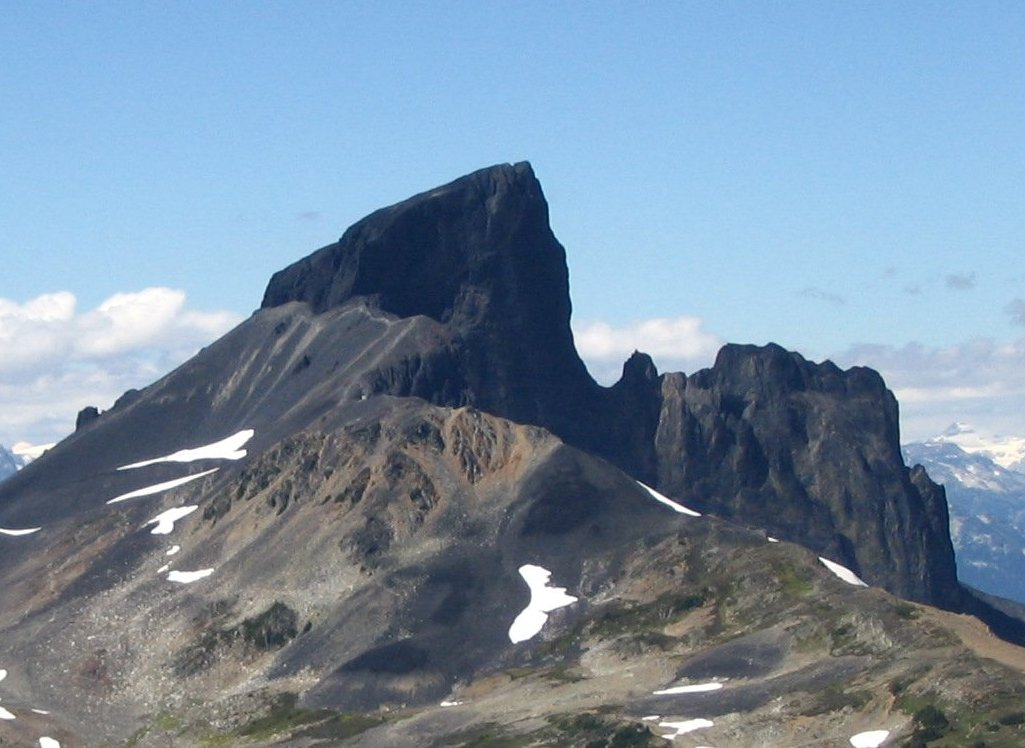
Vue depuis le sud-est
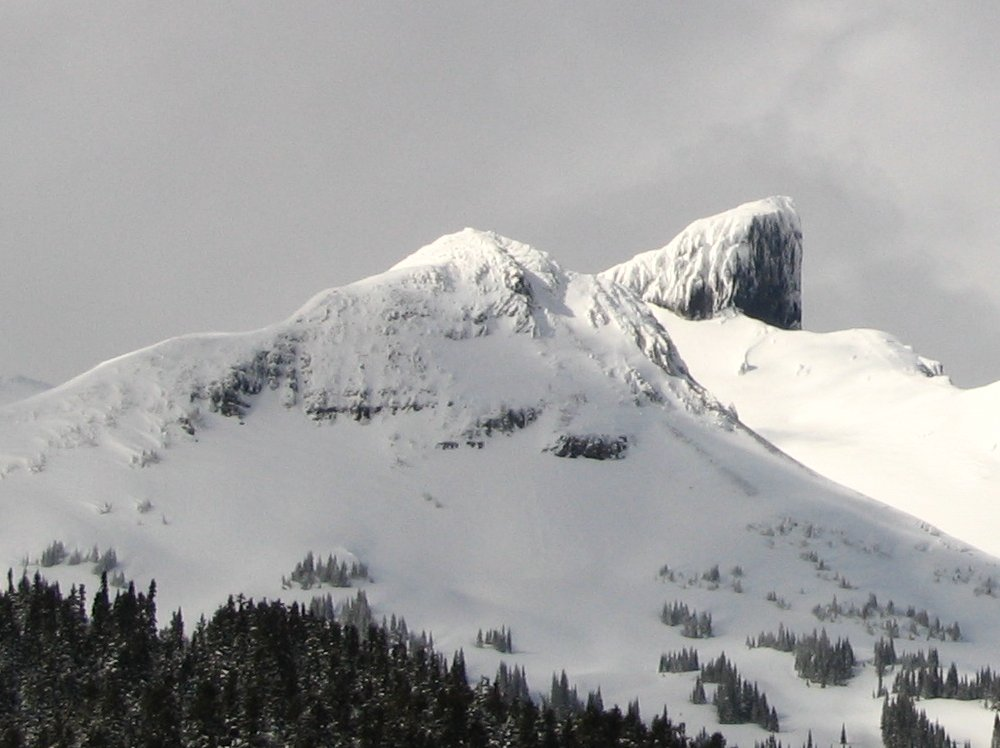
Vue hivernale